# Saint-Chéron (Essonne)
Saint-Chéron  [sɛ̃ ʃeʁɔ̃] je francouzská obec v departementu Essonne v regionu Île-de-France. Je chef-lieu kantonu Saint-Chéron. V obci se nachází kostel svatého Karauna.

## Poloha
Město Saint-Chéron se nachází asi 37 km jihozápadně od Paříže. Obklopují ho obce Saint-Maurice-Montcouronne na severu, Breuillet na severovýchodě, Breux-Jouy na východě, Souzy-la-Briche na jihovýchodě, Villeconin na jihu, Sermaise na jihozápadě a na západě a Le Val-Saint-Germain na severozápadě.

## Vývoj počtu obyvatel
Počet obyvatel

## Partnerská města
- Rotherfield, Spojené království
- Vicovaro, Itálie